# WTA Tour 1992
Il WTA Tour 1992 è iniziato il 5 gennaio con il Queensland Open e si è concluso il 22 novembre con la finale del WTA Tour Championships.
Il WTA Tour è una serie di tornei femminili di tennis 
organizzati dalla WTA. Questa include i tornei del Grande Slam (organizzati in collaborazione con la International Tennis Federation (ITF)), il WTA Tour Championships e i tornei delle categorie Tier I, Tier II, Tier III, Tier IV e Tier V.

## Calendario

### Gennaio
| Settimana              | Torneo                                                                              | Categoria   | Vincitrici                                          | Finaliste                               | Semifinaliste                             | Eliminate ai quarti                                                                   |
| ---------------------- | ----------------------------------------------------------------------------------- | ----------- | --------------------------------------------------- | --------------------------------------- | ----------------------------------------- | ------------------------------------------------------------------------------------- |
| 30 dicembre 1991       | Queensland Open 1992 Brisbane, Australia Singolare - Doppio                         | Tier IV     | Nicole Bradtke 6-3 6-2                              | Rachel McQuillan                        | Magdalena Maleeva Debbie Graham           | Andrea Temesvári Radka Zrubáková Mana Endō Claudia Kohde Kilsch                       |
| 30 dicembre 1991       | Queensland Open 1992 Brisbane, Australia Singolare - Doppio                         | Tier IV     | Jana Novotná Larisa Neiland 6–4, 6–3                | Manon Bollegraf Nicole Bradtke          | Magdalena Maleeva Debbie Graham           | Andrea Temesvári Radka Zrubáková Mana Endō Claudia Kohde Kilsch                       |
| 6 gennaio              | New South Wales Open 1992 Sydney, Australia Cemento Singolare - Doppio              | Tier III    | Gabriela Sabatini 6-1 6-1                           | Arantxa Sánchez Vicario                 | Mary Joe Fernández Anke Huber             | Gigi Fernández Leila Meskhi Jana Novotná Conchita Martínez                            |
| 6 gennaio              | New South Wales Open 1992 Sydney, Australia Cemento Singolare - Doppio              | Tier III    | Arantxa Sánchez Vicario Helena Suková 7-6, 6-7, 6-2 | Mary Joe Fernández Zina Garrison        | Mary Joe Fernández Anke Huber             | Gigi Fernández Leila Meskhi Jana Novotná Conchita Martínez                            |
| 13 gennaio 2 settimane | Australian Open 1992 Melbourne, Australia Cemento Singolare - Doppio - Doppio misto | Grande Slam | Monica Seles 6-2 6-3                                | Mary Joe Fernández                      | Arantxa Sánchez Vicario Gabriela Sabatini | Anke Huber Manuela Maleeva-Fragniere Jennifer Capriati Amy Frazier                    |
| 13 gennaio 2 settimane | Australian Open 1992 Melbourne, Australia Cemento Singolare - Doppio - Doppio misto | Grande Slam | Arantxa Sánchez Vicario Helena Suková 6–4, 7–6      | Mary Joe Fernández Zina Garrison        | Arantxa Sánchez Vicario Gabriela Sabatini | Anke Huber Manuela Maleeva-Fragniere Jennifer Capriati Amy Frazier                    |
| 27 gennaio             | ASB Classic 1992 Auckland, Nuova Zelanda Cemento Singolare - Doppio                 | Tier V      | Robin White 2-6 6-4 6-3                             | Andrea Strnadová                        | Larisa Neiland Petra Thorén               | Alexia Dechaume-Balleret Bettina Fulco-Villella Monique Javer Raffaella Reggi-Concato |
| 27 gennaio             | ASB Classic 1992 Auckland, Nuova Zelanda Cemento Singolare - Doppio                 | Tier V      | Rosalyn Fairbank Raffaella Reggi 1-6, 6-1, 7-5      | Jill Hetherington Kathy Rinaldi Stunkel | Larisa Neiland Petra Thorén               | Alexia Dechaume-Balleret Bettina Fulco-Villella Monique Javer Raffaella Reggi-Concato |
| 27 gennaio             | Toray Pan Pacific Open 1992 Tokyo, Giappone Sintetico indoor Singolare - Doppio     | Tier II     | Gabriela Sabatini 6-2 4-6 6-2                       | Martina Navrátilová                     | Kimiko Date-Krumm Magdalena Maleeva       | Pam Shriver Arantxa Sánchez Vicario Helena Suková Laura Gildemeister                  |
| 27 gennaio             | Toray Pan Pacific Open 1992 Tokyo, Giappone Sintetico indoor Singolare - Doppio     | Tier II     | Arantxa Sánchez Vicario Helena Suková 7-5, 6-1      | Martina Navrátilová Pam Shriver         | Kimiko Date-Krumm Magdalena Maleeva       | Pam Shriver Arantxa Sánchez Vicario Helena Suková Laura Gildemeister                  |

### Febbraio
| Settimana   | Torneo | Categoria | Vincitrici                                   | Finaliste                              | Semifinaliste                      | Eliminate ai quarti                                                    |
| ----------- | --- | --------- | -------------------------------------------- | -------------------------------------- | ---------------------------------- | ---------------------------------------------------------------------- |
| 3 febbraio  | Wellington Classic 1992 Wellington, Nuova Zelanda Singolare - Doppio                                         | Tier V    | Noëlle van Lottum 6-4 6-0                    | Donna Faber                            | Monique Javer Ann Wunderlich       | Jo-Anne Faull Clare Wood Claudine Toleafoa Louise Field                |
| 3 febbraio  | Wellington Classic 1992 Wellington, Nuova Zelanda Singolare - Doppio                                         | Tier V    | Belinda Borneo Clare Wood 6-0, 7-6           | Jo-Anne Faull Julie Richardson         | Monique Javer Ann Wunderlich       | Jo-Anne Faull Clare Wood Claudine Toleafoa Louise Field                |
| 3 febbraio  | Asian Open 1992 Osaka, Giappone Sintetico (indoor) Singolare - Doppio                                        | Tier III  | Helena Suková 6-2 4-6 6-1                    | Laura Gildemeister                     | Karina Habšudová Kimiko Date-Krumm | Kumiko Okamoto Yone Kamio Rachel McQuillan Naoko Sawamatsu             |
| 3 febbraio  | Asian Open 1992 Osaka, Giappone Sintetico (indoor) Singolare - Doppio                                        | Tier III  | Rennae Stubbs Helena Suková 3–6, 6–4, 7–5    | Sandy Collins Rachel McQuillan         | Karina Habšudová Kimiko Date-Krumm | Kumiko Okamoto Yone Kamio Rachel McQuillan Naoko Sawamatsu             |
| 3 febbraio  | Faber Grand Prix 1992 Essen, Germania Sintetico (indoor) Singolare - Doppio                                  | Tier II   | Monica Seles 6-0 6-3                         | Mary Joe Fernández                     | Mary Pierce Barbara Rittner        | Catarina Lindqvist Katerina Maleeva Anke Huber Sabine Appelmans        |
| 3 febbraio  | Faber Grand Prix 1992 Essen, Germania Sintetico (indoor) Singolare - Doppio                                  | Tier II   | Katerina Maleeva Barbara Rittner 7–5, 6–3    | Sabine Appelmans Claudia Porwik        | Mary Pierce Barbara Rittner        | Catarina Lindqvist Katerina Maleeva Anke Huber Sabine Appelmans        |
| 10 febbraio | Generali Ladies Linz 1992 Linz, Austria Cemento (indoor) Singolare - Doppio                                  | Tier V    | Natalija Medvedjeva 6-4 6-2                  | Pascale Paradis-Mangon                 | Evgenija Manjukova Sandra Cecchini | Claudia Porwik Mary Pierce Dominique Monami Catarina Lindqvist         |
| 10 febbraio | Generali Ladies Linz 1992 Linz, Austria Cemento (indoor) Singolare - Doppio                                  | Tier V    | Monique Kiene Miriam Oremans 6–4, 6-2        | Claudia Porwik Raffaella Reggi-Concato | Evgenija Manjukova Sandra Cecchini | Claudia Porwik Mary Pierce Dominique Monami Catarina Lindqvist         |
| 10 febbraio | Ameritech Cup 1992 Chicago, USA Sintetico indoor Singolare - Doppio                                          | Tier II   | Martina Navrátilová 7-6 4-6 7-5              | Jana Novotná                           | Steffi Graf Lori McNeil            | Manon Bollegraf Amy Frazier Zina Garrison Pam Shriver                  |
| 10 febbraio | Ameritech Cup 1992 Chicago, USA Sintetico indoor Singolare - Doppio                                          | Tier II   | Martina Navrátilová Pam Shriver 6–4, 7–6     | Katrina Adams Zina Garrison            | Steffi Graf Lori McNeil            | Manon Bollegraf Amy Frazier Zina Garrison Pam Shriver                  |
| 17 febbraio | Cesena Championship 1992 Cesena, Italia Sintetico Singolare - Doppio                                         | Tier V    | Mary Pierce 6-1 6-1                          | Catherine Tanvier                      | Katarzyna Nowak Laura Golarsa      | Linda Ferrando Nathalie Herreman Petra Langrová Pascale Paradis-Mangon |
| 17 febbraio | Cesena Championship 1992 Cesena, Italia Sintetico Singolare - Doppio                                         | Tier V    | Catherine Suire Catherine Tanvier walkover   | Sabine Appelmans Raffaella Reggi       | Katarzyna Nowak Laura Golarsa      | Linda Ferrando Nathalie Herreman Petra Langrová Pascale Paradis-Mangon |
| 17 febbraio | Virginia Slims of Oklahoma 1992 Oklahoma City, USA Cemento (indoor) Singolare - Doppio                       | Tier IV   | Zina Garrison 7-5 3-6 7-6                    | Lori McNeil                            | Amy Frazier Manon Bollegraf        | Ann Wunderlich Debbie Graham Nicole Bradtke Gigi Fernández             |
| 17 febbraio | Virginia Slims of Oklahoma 1992 Oklahoma City, USA Cemento (indoor) Singolare - Doppio                       | Tier IV   | Lori McNeil Nicole Bradtke 3–6, 6–4, 7–6(6)  | Katrina Adams Manon Bollegraf          | Amy Frazier Manon Bollegraf        | Ann Wunderlich Debbie Graham Nicole Bradtke Gigi Fernández             |
| 24 febbraio | Newsweek Champions Cup and the Matrix Essentials Evert Cup 1992 Indian Wells, USA Cemento Singolare - Doppio | Tier II   | Monica Seles 6-3 6-1                         | Conchita Martínez                      | Katerina Maleeva Ann Wunderlich    | Gigi Fernández Nathalie Tauziat Judith Wiesner Amy Frazier             |
| 24 febbraio | Newsweek Champions Cup and the Matrix Essentials Evert Cup 1992 Indian Wells, USA Cemento Singolare - Doppio | Tier II   | Claudia Kohde-Kilsch Stephanie Rehe 6-3, 6–3 | Jill Hetherington Kathy Rinaldi        | Katerina Maleeva Ann Wunderlich    | Gigi Fernández Nathalie Tauziat Judith Wiesner Amy Frazier             |

### Marzo
| Settimana | Torneo                                                                                         | Categoria        | Vincitrici                                           | Finaliste                               | Semifinaliste                          | Eliminate ai quarti                                              |
| --------- | ---------------------------------------------------------------------------------------------- | ---------------- | ---------------------------------------------------- | --------------------------------------- | -------------------------------------- | ---------------------------------------------------------------- |
| 2 marzo   | Virginia Slims of Florida 1992 Boca Raton, Florida, USA Cemento Singolare - Doppio             | Tier I           | Steffi Graf 3–6, 6–2, 6–0                            | Conchita Martínez                       | Mary Joe Fernández Amanda Coetzer      | Zina Garrison Nathalie Tauziat Barbara Rittner Gabriela Sabatini |
| 2 marzo   | Virginia Slims of Florida 1992 Boca Raton, Florida, USA Cemento Singolare - Doppio             | Tier I           | Larisa Neiland Nataša Zvereva 6–2, 6–2               | Linda Wild Conchita Martínez            | Mary Joe Fernández Amanda Coetzer      | Zina Garrison Nathalie Tauziat Barbara Rittner Gabriela Sabatini |
| 16 marzo  | Lipton International Players Championships 1992 Miami, Florida, USA Cemento Singolare - Doppio | Tier I           | Arantxa Sánchez Vicario 6–1, 6–4                     | Gabriela Sabatini                       | Jennifer Capriati Steffi Graf          | Monica Seles Amanda Coetzer Amy Frazier Mary Joe Fernández       |
| 16 marzo  | Lipton International Players Championships 1992 Miami, Florida, USA Cemento Singolare - Doppio | Tier I           | Arantxa Sánchez Vicario Larisa Neiland 7–5, 5–7, 6–3 | Jill Hetherington Kathy Rinaldi-Stunkel | Jennifer Capriati Steffi Graf          | Monica Seles Amanda Coetzer Amy Frazier Mary Joe Fernández       |
| 23 marzo  | U.S. Women's Hard Court Championships 1992 San Antonio, USA Cemento Singolare - Doppio         | Tier III         | Martina Navrátilová 6–2, 6–1                         | Nathalie Tauziat                        | Pam Shriver Amy Frazier                | Raffaella Reggi Lori McNeil Karina Habšudová Evgenija Manjukova  |
| 23 marzo  | U.S. Women's Hard Court Championships 1992 San Antonio, USA Cemento Singolare - Doppio         | Tier III         | Martina Navrátilová Pam Shriver 3–6, 6–2, 7–6(4)     | Patty Fendick Andrea Strnadová          | Pam Shriver Amy Frazier                | Raffaella Reggi Lori McNeil Karina Habšudová Evgenija Manjukova  |
| 26 marzo  | World Doubles Championships 1992 Wesley Chapel, USA 175 000 $ – Terra rossa – 8D Doppio        | Torneo fine anno | Jana Novotná Larisa Neiland 6–4, 6-2                 | Arantxa Sánchez Vicario Nataša Zvereva  |                                        |                                                                  |
| 30 marzo  | Family Circle Cup 1992 Hilton Head, USA Terra verde Singolare - Doppio                         | Tier I           | Gabriela Sabatini 6–1, 6–4                           | Conchita Martínez                       | Brenda Schultz Arantxa Sánchez Vicario | Patricia Hy Caroline Kuhlman Leila Meskhi Nataša Zvereva         |
| 30 marzo  | Family Circle Cup 1992 Hilton Head, USA Terra verde Singolare - Doppio                         | Tier I           | Arantxa Sánchez Vicario Nataša Zvereva 6–4, 6-2      | Jana Novotná Larisa Neiland             | Brenda Schultz Arantxa Sánchez Vicario | Patricia Hy Caroline Kuhlman Leila Meskhi Nataša Zvereva         |

### Aprile
| Settimana | Torneo                                                                               | Categoria | Vincitrici                                           | Finaliste                               | Semifinaliste                               | Eliminate ai quarti                                                |
| --------- | ------------------------------------------------------------------------------------ | --------- | ---------------------------------------------------- | --------------------------------------- | ------------------------------------------- | ------------------------------------------------------------------ |
| 6 aprile  | Bausch & Lomb Championships 1992 Amelia Island, USA Terra verde Singolare - Doppio   | Tier II   | Gabriela Sabatini 6–2, 1–6, 6–3                      | Steffi Graf                             | Arantxa Sánchez Vicario Conchita Martínez   | Leila Meskhi Sabine Hack Zina Garrison Jana Novotná                |
| 6 aprile  | Bausch & Lomb Championships 1992 Amelia Island, USA Terra verde Singolare - Doppio   | Tier II   | Arantxa Sánchez Vicario Nataša Zvereva 6–1, 6–0      | Zina Garrison Jana Novotná              | Arantxa Sánchez Vicario Conchita Martínez   | Leila Meskhi Sabine Hack Zina Garrison Jana Novotná                |
| 6 aprile  | Japan Open Tennis Championships 1992 Tokyo, Giappone Cemento Singolare - Doppio      | Tier V    | Kimiko Date 7–5, 3–6, 6–3                            | Sabine Appelmans                        | Amy Frazier Naoko Sawamatsu                 | Natalija Medvedjeva Monique Javer Raffaella Reggi Marianne Werdel  |
| 6 aprile  | Japan Open Tennis Championships 1992 Tokyo, Giappone Cemento Singolare - Doppio      | Tier V    | Rika Hiraki Amy Frazier 7–5, 6–7, 0–6                | Kimiko Date Stephanie Rehe              | Amy Frazier Naoko Sawamatsu                 | Natalija Medvedjeva Monique Javer Raffaella Reggi Marianne Werdel  |
| 13 aprile | Pattaya Women's Open 1992 Pattaya, Thailandia Cemento Singolare - Doppio             | Tier IV   | Sabine Appelmans 7–5, 3–6, 7–5                       | Andrea Strnadová                        | Natalija Medvedjeva Yayuk Basuki            | Catarina Lindqvist Wang Shi-ting Pascale Paradis Stephanie Rottier |
| 13 aprile | Pattaya Women's Open 1992 Pattaya, Thailandia Cemento Singolare - Doppio             | Tier IV   | Isabelle Demongeot Natalija Medvedjeva 6–1, 6–1      | Pascale Paradis Sandrine Testud         | Natalija Medvedjeva Yayuk Basuki            | Catarina Lindqvist Wang Shi-ting Pascale Paradis Stephanie Rottier |
| 13 aprile | Virginia Slims of Houston 1992 Houston, Texas, USA Terra rossa Singolare - Doppio    | Tier II   | Monica Seles 6–4, 6–3                                | Zina Garrison                           | Laura Gildemeister Katerina Maleeva         | Bettina Fulco Gigi Fernández Iva Majoli Sandra Cecchini            |
| 13 aprile | Virginia Slims of Houston 1992 Houston, Texas, USA Terra rossa Singolare - Doppio    | Tier II   | Patty Fendick Mary Joe Fernández 7–5, 6–4            | Jill Hetherington Kathy Rinaldi         | Laura Gildemeister Katerina Maleeva         | Bettina Fulco Gigi Fernández Iva Majoli Sandra Cecchini            |
| 20 aprile | Barcelona Ladies Open 1992 Barcellona, Spagna Terra rossa Singolare - Doppio         | Tier III  | Monica Seles 3–6, 6–2, 6–3                           | Arantxa Sánchez Vicario                 | Manuela Maleeva-Fragniere Conchita Martínez | Mary Pierce Wiltrud Probst Nathalie Tauziat Julie Halard           |
| 20 aprile | Barcelona Ladies Open 1992 Barcellona, Spagna Terra rossa Singolare - Doppio         | Tier III  | Conchita Martínez Arantxa Sánchez Vicario 6–4, 6–1   | Nathalie Tauziat Judith Wiesner         | Manuela Maleeva-Fragniere Conchita Martínez | Mary Pierce Wiltrud Probst Nathalie Tauziat Julie Halard           |
| 20 aprile | Malaysian Women's Open 1992 Kuala Lumpur, Malaysia Cemento indoor Singolare - Doppio | Tier IV   | Yayuk Basuki 6–3, 6–0                                | Andrea Strnadová                        | Monique Javer Catarina Lindqvist            | Natalija Medvedjeva Pascale Paradis Li Fang Stephanie Rottier      |
| 20 aprile | Malaysian Women's Open 1992 Kuala Lumpur, Malaysia Cemento indoor Singolare - Doppio | Tier IV   | Isabelle Demongeot Natalija Medvedjeva 2–6, 6–4, 6–1 | Rika Hiraki Petra Langrová              | Monique Javer Catarina Lindqvist            | Natalija Medvedjeva Pascale Paradis Li Fang Stephanie Rottier      |
| 26 aprile | Citizen Cup 1992 Amburgo, Germania Terra rossa Singolare - Doppio                    | Tier II   | Steffi Graf 7–6(5), 6–2                              | Gabriela Sabatini                       | Anke Huber Arantxa Sánchez Vicario          | Leila Meskhi Manuela Maleeva-Fragniere Jana Novotná Judith Wiesner |
| 26 aprile | Citizen Cup 1992 Amburgo, Germania Terra rossa Singolare - Doppio                    | Tier II   | Steffi Graf Rennae Stubbs 4–6, 6–3, 6–4              | Manon Bollegraf Arantxa Sánchez Vicario | Anke Huber Arantxa Sánchez Vicario          | Leila Meskhi Manuela Maleeva-Fragniere Jana Novotná Judith Wiesner |
| 27 aprile | Taranto Open 1992 Taranto, Italia Terra rossa Singolare - Doppio                     | Tier V    | Julie Halard 6–0, 7–5                                | Emanuela Zardo                          | Linda Ferrando Radka Zrubáková              | Catherine Mothes Amanda Coetzer Veronika Martinek Ann Grossman     |
| 27 aprile | Taranto Open 1992 Taranto, Italia Terra rossa Singolare - Doppio                     | Tier V    | Amanda Coetzer Inés Gorrochategui 4–6, 6–3, 7–3(7–0) | Rachel McQuillan Radka Zrubáková        | Linda Ferrando Radka Zrubáková              | Catherine Mothes Amanda Coetzer Veronika Martinek Ann Grossman     |

### Maggio
| Settimana             | Torneo                                                                      | Categoria   | Vincitrici                                                    | Finaliste                                 | Semifinaliste                             | Eliminate ai quarti                                                   |
| --------------------- | --------------------------------------------------------------------------- | ----------- | ------------------------------------------------------------- | ----------------------------------------- | ----------------------------------------- | --------------------------------------------------------------------- |
| 4 maggio              | Belgian Open 1992 Waregem, Belgio Terra rossa Singolare - Doppio            | Tier V      | Wiltrud Probst 6–2, 6–3                                       | Meike Babel                               | Nanne Dahlman Nicole Muns-Jagerman        | Esmir Hoogendoorn Sybile Niox-Chateau Kristin Godridge Emanuela Zardo |
| 4 maggio              | Belgian Open 1992 Waregem, Belgio Terra rossa Singolare - Doppio            | Tier V      | Manon Bollegraf Caroline Vis 6–4, 6–3                         | Elena Brjuchovec Petra Langrová           | Nanne Dahlman Nicole Muns-Jagerman        | Esmir Hoogendoorn Sybile Niox-Chateau Kristin Godridge Emanuela Zardo |
| 4 maggio              | Internazionali d'Italia 1992 Roma, Italia Terra rossa Singolare - Doppio    | Tier I      | Gabriela Sabatini 7–5, 6–4                                    | Monica Seles                              | Amanda Coetzer Mary Joe Fernández         | Leila Meskhi Nataša Zvereva Anke Huber Nathalie Tauziat               |
| 4 maggio              | Internazionali d'Italia 1992 Roma, Italia Terra rossa Singolare - Doppio    | Tier I      | Monica Seles Helena Suková 6–1, 6–2                           | Katerina Maleeva Barbara Rittner          | Amanda Coetzer Mary Joe Fernández         | Leila Meskhi Nataša Zvereva Anke Huber Nathalie Tauziat               |
| 11 maggio             | WTA German Open 1992 Berlino, Germania Terra rossa Singolare - Doppio       | Tier I      | Steffi Graf 4–6, 7–5, 6–2                                     | Arantxa Sánchez Vicario                   | Jennifer Capriati Mary Joe Fernández      | Julie Halard Radka Zrubáková Sandra Cecchini Sabine Appelmans         |
| 11 maggio             | WTA German Open 1992 Berlino, Germania Terra rossa Singolare - Doppio       | Tier I      | Jana Novotná Larisa Neiland 7–6(5), 4–6, 7–5                  | Gigi Fernández Nataša Zvereva             | Jennifer Capriati Mary Joe Fernández      | Julie Halard Radka Zrubáková Sandra Cecchini Sabine Appelmans         |
| 18 maggio             | Internationaux de Strasbourg 1992 Strasburgo, Francia Singolare - Doppio    | Tier IV     | Judith Wiesner 6–1, 6–3                                       | Naoko Sawamatsu                           | Mariaan de Swardt Bettina Fulco           | Debbie Graham Sandrine Testud Mercedes Paz Florencia Labat            |
| 18 maggio             | Internationaux de Strasbourg 1992 Strasburgo, Francia Singolare - Doppio    | Tier IV     | Patty Fendick Andrea Strnadová 6–3, 6–4                       | Lori McNeil Mercedes Paz                  | Mariaan de Swardt Bettina Fulco           | Debbie Graham Sandrine Testud Mercedes Paz Florencia Labat            |
| 18 maggio             | WTA Swiss Open 1992 Lucerna, Svizzera Terra rossa Singolare - Doppio        | Tier IV     | Amy Frazier 6–4, 4–6, 7–5                                     | Radka Zrubáková                           | Emanuela Zardo Christelle Fauche          | Sabine Hack Magdalena Maleeva Amanda Coetzer Linda Wild               |
| 18 maggio             | WTA Swiss Open 1992 Lucerna, Svizzera Terra rossa Singolare - Doppio        | Tier IV     | Amy Frazier Elna Reinach 7–5, 6–2                             | Karina Habšudová Marianne Werdel          | Emanuela Zardo Christelle Fauche          | Sabine Hack Magdalena Maleeva Amanda Coetzer Linda Wild               |
| 25 maggio 2 settimane | Open di Francia 1992 Parigi, Francia Terra rossa Singolare - Doppio - Misto | Grande Slam | Monica Seles 6–2, 3–6, 10–8                                   | Steffi Graf                               | Gabriela Sabatini Arantxa Sánchez Vicario | Jennifer Capriati Conchita Martínez Manon Bollegraf Nataša Zvereva    |
| 25 maggio 2 settimane | Open di Francia 1992 Parigi, Francia Terra rossa Singolare - Doppio - Misto | Grande Slam | Gigi Fernández Nataša Zvereva 6–3, 6–2                        | Conchita Martínez Arantxa Sánchez Vicario | Gabriela Sabatini Arantxa Sánchez Vicario | Jennifer Capriati Conchita Martínez Manon Bollegraf Nataša Zvereva    |
| 25 maggio 2 settimane | Open di Francia 1992 Parigi, Francia Terra rossa Singolare - Doppio - Misto | Grande Slam | Doppio misto: Arantxa Sánchez Vicario Mark Woodforde 6–2, 6–3 | Lori McNeil Bryan Shelton                 | Gabriela Sabatini Arantxa Sánchez Vicario | Jennifer Capriati Conchita Martínez Manon Bollegraf Nataša Zvereva    |

### Giugno
| Settimana             | Torneo                                                                                    | Categoria   | Vincitrici                                         | Finaliste                        | Semifinaliste                         | Eliminate ai quarti                                                |
| --------------------- | ----------------------------------------------------------------------------------------- | ----------- | -------------------------------------------------- | -------------------------------- | ------------------------------------- | ------------------------------------------------------------------ |
| 8 giugno              | DFS Classic 1992 Birmingham, Gran Bretagna Erba Singolare - Doppio                        | Tier IV     | Brenda Schultz 6–2, 6–2                            | Jenny Byrne                      | Pam Shriver Jo Durie                  | Zina Garrison Larisa Neiland Lori McNeil Andrea Temesvári          |
| 8 giugno              | DFS Classic 1992 Birmingham, Gran Bretagna Erba Singolare - Doppio                        | Tier IV     | Lori McNeil Rennae Stubbs 5–7, 6–3, 8–6            | Sandy Collins Elna Reinach       | Pam Shriver Jo Durie                  | Zina Garrison Larisa Neiland Lori McNeil Andrea Temesvári          |
| 15 giugno             | International Women's Open 1992 Eastbourne, Gran Bretagna Erba Singolare - Doppio         | Tier II     | Lori McNeil 6–4, 6–4                               | Linda Wild                       | Rosalyn Fairbank Mary Joe Fernández   | Rennae Stubbs Jana Novotná Nathalie Tauziat Helena Suková          |
| 15 giugno             | International Women's Open 1992 Eastbourne, Gran Bretagna Erba Singolare - Doppio         | Tier II     | Jana Novotná Larisa Neiland 6–0, 6–3               | Mary Joe Fernández Zina Garrison | Rosalyn Fairbank Mary Joe Fernández   | Rennae Stubbs Jana Novotná Nathalie Tauziat Helena Suková          |
| 22 giugno 2 settimane | Torneo di Wimbledon 1992 Wimbledon, Londra, Gran Bretagna Erba Singolare - Doppio - Misto | Grande Slam | Steffi Graf 6–2, 6(3)–7, 6–4                       | Monica Seles                     | Martina Navrátilová Gabriela Sabatini | Nathalie Tauziat Katerina Maleeva Jennifer Capriati Nataša Zvereva |
| 22 giugno 2 settimane | Torneo di Wimbledon 1992 Wimbledon, Londra, Gran Bretagna Erba Singolare - Doppio - Misto | Grande Slam | Gigi Fernández Nataša Zvereva 6–4, 6–1             | Larisa Neiland Jana Novotná      | Martina Navrátilová Gabriela Sabatini | Nathalie Tauziat Katerina Maleeva Jennifer Capriati Nataša Zvereva |
| 22 giugno 2 settimane | Torneo di Wimbledon 1992 Wimbledon, Londra, Gran Bretagna Erba Singolare - Doppio - Misto | Grande Slam | Doppio misto: Larisa Neiland Cyril Suk 7–6(2), 6–2 | Miriam Oremans Jacco Eltingh     | Martina Navrátilová Gabriela Sabatini | Nathalie Tauziat Katerina Maleeva Jennifer Capriati Nataša Zvereva |

### Luglio
| Settimana | Torneo                                                                                      | Categoria       | Vincitrici                                      | Finaliste                                 | Semifinaliste                                               | Eliminate ai quarti                                                     |
| --------- | ------------------------------------------------------------------------------------------- | --------------- | ----------------------------------------------- | ----------------------------------------- | ----------------------------------------------------------- | ----------------------------------------------------------------------- |
| 6 luglio  | WTA Austrian Open 1992 Kitzbühel, Austria Singolare - Doppio                                | Tier IV         | Conchita Martínez 6–0, 3–6, 6–2                 | Manuela Maleeva-Fragniere                 | Amanda Coetzer Florencia Labat                              | Alexia Dechaume Wiltrud Probst Judith Wiesner Sandra Cecchini           |
| 6 luglio  | WTA Austrian Open 1992 Kitzbühel, Austria Singolare - Doppio                                | Tier IV         | Florencia Labat Alexia Dechaume 6–3, 6–3        | Amanda Coetzer Wiltrud Probst             | Amanda Coetzer Florencia Labat                              | Alexia Dechaume Wiltrud Probst Judith Wiesner Sandra Cecchini           |
| 6 luglio  | Internazionali Femminili di Palermo 1992 Palermo, Italia Terra rossa Singolare - Doppio     | Tier IV         | Mary Pierce 6–0, 6–3                            | Brenda Schultz                            | Silvia Farina Nadin Ercegović                               | Petra Langrová Catherine Mothes Halle Cioffi Natalia Baudone            |
| 6 luglio  | Internazionali Femminili di Palermo 1992 Palermo, Italia Terra rossa Singolare - Doppio     | Tier IV         | Halle Cioffi María José Gaidano 6–3, 4–6, 6–3   | Petra Langrová Ana Segura                 | Silvia Farina Nadin Ercegović                               | Petra Langrová Catherine Mothes Halle Cioffi Natalia Baudone            |
| 20 luglio | Prague Open 1992 Praga, Repubblica Ceca Terra Singolare - Doppio                            | Tier IV         | Radka Zrubáková 6–3, 7–5                        | Kateřina Kroupová                         | Monique Kiene Veronika Martinek                             | Eva Švíglerová Silke Meier Noëlle van Lottum Karin Kschwendt            |
| 20 luglio | Prague Open 1992 Praga, Repubblica Ceca Terra Singolare - Doppio                            | Tier IV         | Karin Kschwendt Petra Ritter 6–4, 2–6, 7–5      | Eva Švíglerová Noëlle van Lottum          | Monique Kiene Veronika Martinek                             | Eva Švíglerová Silke Meier Noëlle van Lottum Karin Kschwendt            |
| 20 luglio | Internazionali di Tennis di San Marino 1992 San Marino, San Marino Terra Singolare - Doppio | Tier V          | Magdalena Maleeva 7–6(3), 6–4                   | Federica Bonsignori                       | Alexia Dechaume Mercedes Paz                                | Flore Perfetti Patricia Tarabini Florencia Labat Bettina Fulco          |
| 20 luglio | Internazionali di Tennis di San Marino 1992 San Marino, San Marino Terra Singolare - Doppio | Tier V          | Alexia Dechaume Florencia Labat 7–6(6), 7–5     | Sandra Cecchini Laura Garrone             | Alexia Dechaume Mercedes Paz                                | Flore Perfetti Patricia Tarabini Florencia Labat Bettina Fulco          |
| 27 luglio | Tennis ai Giochi della XXV Olimpiade Barcellona, Spagna Olimpiadi Terra rossa               | Giochi Olimpici |                                                 |                                           |                                                             | Sabine Appelmans Manuela Maleeva-Fragniere Anke Huber Conchita Martínez |
| 27 luglio | Tennis ai Giochi della XXV Olimpiade Barcellona, Spagna Olimpiadi Terra rossa               | Giochi Olimpici | Jennifer Capriati 3–6, 6–3, 6–4                 | Steffi Graf                               | Mary Joe Fernández Arantxa Sánchez Vicario                  | Sabine Appelmans Manuela Maleeva-Fragniere Anke Huber Conchita Martínez |
| 27 luglio | Tennis ai Giochi della XXV Olimpiade Barcellona, Spagna Olimpiadi Terra rossa               | Giochi Olimpici | Gigi Fernández Mary Joe Fernández 7–5, 2–6, 6–2 | Conchita Martínez Arantxa Sánchez Vicario | Rachel McQuillan Nicole Bradtke Leila Meskhi Nataša Zvereva | Sabine Appelmans Manuela Maleeva-Fragniere Anke Huber Conchita Martínez |

### Agosto
| Settimana             | Torneo                                                                              | Categoria   | Vincitrici                                                | Finaliste                        | Semifinaliste                                     | Eliminate ai quarti                                                       |
| --------------------- | ----------------------------------------------------------------------------------- | ----------- | --------------------------------------------------------- | -------------------------------- | ------------------------------------------------- | ------------------------------------------------------------------------- |
| 10 agosto             | East West Bank Classic 1992 Manhattan Beach, Stati Uniti Cemento Singolare - Doppio | Tier II     | Martina Navrátilová 6–4, 6–2                              | Monica Seles                     | Arantxa Sánchez Vicario Manuela Maleeva-Fragniere | Amy Frazier Helena Suková Kimberly Po Zina Garrison                       |
| 10 agosto             | East West Bank Classic 1992 Manhattan Beach, Stati Uniti Cemento Singolare - Doppio | Tier II     | Arantxa Sánchez Vicario Helena Suková 6–4, 6–2            | Zina Garrison Pam Shriver        | Arantxa Sánchez Vicario Manuela Maleeva-Fragniere | Amy Frazier Helena Suková Kimberly Po Zina Garrison                       |
| 17 agosto             | Canada Open 1992 Montréal, Canada Cemento Singolare - Doppio                        | Tier I      | Arantxa Sánchez Vicario 6–3, 4–6, 6–4                     | Monica Seles                     | Lori McNeil Helena Suková                         | Patricia Hy Manuela Maleeva-Fragniere Mary Joe Fernández Nathalie Tauziat |
| 17 agosto             | Canada Open 1992 Montréal, Canada Cemento Singolare - Doppio                        | Tier I      | Lori McNeil Rennae Stubbs 3–6, 7–5, 7–5                   | Gigi Fernández Nataša Zvereva    | Lori McNeil Helena Suková                         | Patricia Hy Manuela Maleeva-Fragniere Mary Joe Fernández Nathalie Tauziat |
| 24 agosto             | San Diego Open 1992 San Diego, Stati Uniti Cemento Singolare - Doppio               | Tier III    | Jennifer Capriati 6–3, 6–2                                | Conchita Martínez                | Leila Meskhi Anke Huber                           | Gabriela Sabatini Ann Grossman Nathalie Tauziat Zina Garrison             |
| 24 agosto             | San Diego Open 1992 San Diego, Stati Uniti Cemento Singolare - Doppio               | Tier III    | Jana Novotná Larisa Neiland 6–1, 6–4                      | Conchita Martínez Mercedes Paz   | Leila Meskhi Anke Huber                           | Gabriela Sabatini Ann Grossman Nathalie Tauziat Zina Garrison             |
| 23 agosto             | Schenectady Open 1992 Schenectady, New York, USA Cemento Singolare - Doppio         | Tier V      | Barbara Rittner 7–6(3), 6–3                               | Brenda Schultz                   | Marianne Werdel Florencia Labat                   | Stephanie Rottier Alexia Dechaume Helen Kelesi Radka Zrubáková            |
| 23 agosto             | Schenectady Open 1992 Schenectady, New York, USA Cemento Singolare - Doppio         | Tier V      | Alexia Dechaume Florencia Labat 6–3, 1–6, 6–2             | Ginger Helgeson Shannan McCarthy | Marianne Werdel Florencia Labat                   | Stephanie Rottier Alexia Dechaume Helen Kelesi Radka Zrubáková            |
| 31 agosto 2 settimane | US Open 1992 Flushing Meadows, New York, USA Cemento Singolare - Doppio - Misto     | Grande Slam | Monica Seles 6–3, 6–3                                     | Arantxa Sánchez Vicario          | Mary Joe Fernández Manuela Maleeva-Fragniere      | Patricia Hy Gabriela Sabatini Magdalena Maleeva Steffi Graf               |
| 31 agosto 2 settimane | US Open 1992 Flushing Meadows, New York, USA Cemento Singolare - Doppio - Misto     | Grande Slam | Gigi Fernández Nataša Zvereva 7–6(4), 6–1                 | Jana Novotná Larisa Neiland      | Mary Joe Fernández Manuela Maleeva-Fragniere      | Patricia Hy Gabriela Sabatini Magdalena Maleeva Steffi Graf               |
| 31 agosto 2 settimane | US Open 1992 Flushing Meadows, New York, USA Cemento Singolare - Doppio - Misto     | Grande Slam | Doppio misto: Nicole Bradtke Mark Woodforde 4–6, 6–3, 6–3 | Helena Suková Tom Nijssen        | Mary Joe Fernández Manuela Maleeva-Fragniere      | Patricia Hy Gabriela Sabatini Magdalena Maleeva Steffi Graf               |

### Settembre
| Settimana    | Torneo                                                                      | Categoria | Vincitrici                                  | Finaliste                           | Semifinaliste                       | Eliminate ai quarti                                             |
| ------------ | --------------------------------------------------------------------------- | --------- | ------------------------------------------- | ----------------------------------- | ----------------------------------- | --------------------------------------------------------------- |
| 14 settembre | Clarins Open 1992 Parigi, Francia Cemento Singolare - Doppio                | Tier IV   | Sandra Cecchini 6–2, 6–1                    | Emanuela Zardo                      | Julie Halard Nadin Ercegović        | Federica Bonsignori Silke Meier Veronika Martinek Sabine Hack   |
| 14 settembre | Clarins Open 1992 Parigi, Francia Cemento Singolare - Doppio                | Tier IV   | Sandra Cecchini Patricia Tarabini 7–5, 6–1  | Rachel McQuillan Noëlle van Lottum  | Julie Halard Nadin Ercegović        | Federica Bonsignori Silke Meier Veronika Martinek Sabine Hack   |
| 21 settembre | Nichirei International Open 1992 Tokyo, Giappone Cemento Singolare - Doppio | Tier II   | Monica Seles 6–2, 6–0                       | Gabriela Sabatini                   | Mary Joe Fernández Katerina Maleeva | Naoko Sawamatsu Kyōko Nagatsuka Marianne Werdel Kimiko Date     |
| 21 settembre | Nichirei International Open 1992 Tokyo, Giappone Cemento Singolare - Doppio | Tier II   | Mary Joe Fernández Robin White 6–4, 6–4     | Yayuk Basuki Nana Miyagi            | Mary Joe Fernández Katerina Maleeva | Naoko Sawamatsu Kyōko Nagatsuka Marianne Werdel Kimiko Date     |
| 28 settembre | WTA Bayonne 1992 Bayonne, Francia Cemento Singolare - Doppio                | Tier IV   | Manuela Maleeva-Fragniere 6(4)–7, 6–2, 6–3  | Nathalie Tauziat                    | Rachel McQuillan Pascale Paradis    | Dominique Monami Nanne Dahlman Noëlle van Lottum Stephanie Rehe |
| 28 settembre | WTA Bayonne 1992 Bayonne, Francia Cemento Singolare - Doppio                | Tier IV   | Linda Ferrando Petra Langrová 1–6, 6–3, 6–4 | Claudia Kohde Kilsch Stephanie Rehe | Rachel McQuillan Pascale Paradis    | Dominique Monami Nanne Dahlman Noëlle van Lottum Stephanie Rehe |
| 28 settembre | Taiwan Open 1992 Taipei, Taiwan Cemento Singolare - Doppio                  | Tier IV   | Shaun Stafford 6–1, 6–3                     | Ann Grossman                        | Amanda Coetzer Nana Miyagi          | Debbie Graham Marianne Werdel Louise Field Wang Shi-ting        |
| 28 settembre | Taiwan Open 1992 Taipei, Taiwan Cemento Singolare - Doppio                  | Tier IV   | Jo-Anne Faull Julie Richardson 7–5, 6–3     | Amanda Coetzer Cammy MacGregor      | Amanda Coetzer Nana Miyagi          | Debbie Graham Marianne Werdel Louise Field Wang Shi-ting        |
| 28 settembre | Sparkassen Cup 1992 Lipsia, Germania Sintetico indoor Singolare - Doppio    | Tier III  | Steffi Graf 6–3, 1–6, 6–4                   | Jana Novotná                        | Katerina Maleeva Helena Suková      | Magdalena Maleeva Anke Huber Sabine Appelmans Conchita Martínez |
| 28 settembre | Sparkassen Cup 1992 Lipsia, Germania Sintetico indoor Singolare - Doppio    | Tier III  | Jana Novotná Larisa Neiland 7–5, 7–6(4)     | Patty Fendick Andrea Strnadová      | Katerina Maleeva Helena Suková      | Magdalena Maleeva Anke Huber Sabine Appelmans Conchita Martínez |

### Ottobre
| Settimana  | Torneo                                                                                    | Categoria | Vincitrici                                     | Finaliste                         | Semifinaliste                              | Eliminate ai quarti                                             |
| ---------- | ----------------------------------------------------------------------------------------- | --------- | ---------------------------------------------- | --------------------------------- | ------------------------------------------ | --------------------------------------------------------------- |
| 5 ottobre  | Open di Zurigo 1992 Zurigo, Svizzera Sintetico indoor Singolare - Doppio                  | Tier II   | Steffi Graf 2–6, 7–5, 7–5                      | Martina Navrátilová               | Jana Novotná Patty Fendick                 | Judith Wiesner Andrea Strnadová Zina Garrison Magdalena Maleeva |
| 5 ottobre  | Open di Zurigo 1992 Zurigo, Svizzera Sintetico indoor Singolare - Doppio                  | Tier II   | Helena Suková Nataša Zvereva 6–4, 6–3          | Martina Navrátilová Pam Shriver   | Jana Novotná Patty Fendick                 | Judith Wiesner Andrea Strnadová Zina Garrison Magdalena Maleeva |
| 12 ottobre | Porsche Tennis Grand Prix 1992 Filderstadt, Germania Cemento (indoor) Singolare - Doppio  | Tier II   | Martina Navrátilová 7–6(1), 6–3                | Gabriela Sabatini                 | Mary Joe Fernández Arantxa Sánchez Vicario | Wiltrud Probst Anke Huber Helena Suková Judith Wiesner          |
| 12 ottobre | Porsche Tennis Grand Prix 1992 Filderstadt, Germania Cemento (indoor) Singolare - Doppio  | Tier II   | Arantxa Sánchez Vicario Helena Suková 6–4, 7–5 | Pam Shriver Nataša Zvereva        | Mary Joe Fernández Arantxa Sánchez Vicario | Wiltrud Probst Anke Huber Helena Suková Judith Wiesner          |
| 19 ottobre | Brighton International 1992 Brighton, Gran Bretagna Sintetico (indoor) Singolare - Doppio | Tier II   | Steffi Graf 4–6, 6–4, 7–6(3)                   | Jana Novotná                      | Anke Huber Mary Joe Fernández              | Lori McNeil Pascale Paradis Conchita Martínez Nathalie Tauziat  |
| 19 ottobre | Brighton International 1992 Brighton, Gran Bretagna Sintetico (indoor) Singolare - Doppio | Tier II   | Jana Novotná Larisa Neiland 6–4, 6–1           | Conchita Martínez Radka Zrubáková | Anke Huber Mary Joe Fernández              | Lori McNeil Pascale Paradis Conchita Martínez Nathalie Tauziat  |
| 26 ottobre | Puerto Rico Open 1992 San Juan, Porto Rico Cemento Singolare - Doppio                     | Tier IV   | Mary Pierce 6–1, 7–5                           | Gigi Fernández                    | Louise Allen Debbie Graham                 | Nicole Arendt Ginger Helgeson Lisa Raymond Amanda Coetzer       |
| 26 ottobre | Puerto Rico Open 1992 San Juan, Porto Rico Cemento Singolare - Doppio                     | Tier IV   | Amanda Coetzer Elna Reinach 6–2, 4–6, 6–2      | Gigi Fernández Kathy Rinaldi      | Louise Allen Debbie Graham                 | Nicole Arendt Ginger Helgeson Lisa Raymond Amanda Coetzer       |

### Novembre
| Settimana   | Torneo                                                                                      | Categoria | Vincitrici                                        | Finaliste                                 | Semifinaliste                       | Eliminate ai quarti                                                |
| ----------- | ------------------------------------------------------------------------------------------- | --------- | ------------------------------------------------- | ----------------------------------------- | ----------------------------------- | ------------------------------------------------------------------ |
| 2 novembre  | Bank of the West Classic 1992 Oakland, USA Sintetico indoor Singolare - Doppio              | Tier II   | Monica Seles 6–3, 6–4                             | Martina Navrátilová                       | Anke Huber Katerina Maleeva         | Iva Majoli Pam Shriver Patty Fendick Nataša Zvereva                |
| 2 novembre  | Bank of the West Classic 1992 Oakland, USA Sintetico indoor Singolare - Doppio              | Tier II   | Gigi Fernández Nataša Zvereva 3–6, 6–2, 6–4       | Rosalyn Fairbank-Nideffer Gretchen Magers | Anke Huber Katerina Maleeva         | Iva Majoli Pam Shriver Patty Fendick Nataša Zvereva                |
| 9 novembre  | Virginia Slims of Indianapolis 1992 Indianapolis, USA Cemento indoor Singolare - Doppio     | Tier IV   | Helena Suková 7–6(1), 6–2                         | Linda Wild                                | Wang Shi-ting Katerina Maleeva      | Marketa Kochta Tami Whitlinger Laura Gildemeister Iva Majoli       |
| 9 novembre  | Virginia Slims of Indianapolis 1992 Indianapolis, USA Cemento indoor Singolare - Doppio     | Tier IV   | Katrina Adams Elna Reinach 5–7, 6–2, 6–4          | Sandy Collins Mary Lou Daniels            | Wang Shi-ting Katerina Maleeva      | Marketa Kochta Tami Whitlinger Laura Gildemeister Iva Majoli       |
| 9 novembre  | Advanta Championships Philadelphia 1992 Filadelfia, USA Sintetico indoor Singolare - Doppio | Tier II   | Steffi Graf 6–3, 3–6, 6–1                         | Arantxa Sánchez Vicario                   | Jennifer Capriati Gabriela Sabatini | Conchita Martínez Lori McNeil Nataša Zvereva Lisa Raymond          |
| 9 novembre  | Advanta Championships Philadelphia 1992 Filadelfia, USA Sintetico indoor Singolare - Doppio | Tier II   | Gigi Fernández Nataša Zvereva 6–2, 6–4            | Conchita Martínez Mary Pierce             | Jennifer Capriati Gabriela Sabatini | Conchita Martínez Lori McNeil Nataša Zvereva Lisa Raymond          |
| 16 novembre | WTA Tour Championships 1992 New York, USA Sintetico indoor Singolare - Doppio               | Masters   | Monica Seles 7–5, 6–3, 6–1                        | Martina Navrátilová                       | Gabriela Sabatini Lori McNeil       | Jana Novotná Jennifer Capriati Arantxa Sánchez Vicario Lori McNeil |
| 16 novembre | WTA Tour Championships 1992 New York, USA Sintetico indoor Singolare - Doppio               | Masters   | Arantxa Sánchez Vicario Helena Suková 7–6(4), 6–1 | Jana Novotná Larisa Neiland               | Gabriela Sabatini Lori McNeil       | Jana Novotná Jennifer Capriati Arantxa Sánchez Vicario Lori McNeil |

## Dicembre
Nessun evento

## Ranking a fine anno
Nelle due tabelle sono presenti le prime dieci tenniste di entrambe le specialità a fine stagione.

### Singolare
| #   | Giocatrice                | Punti    | Rank. 1991 | /       |
| 1.  | Monica Seles              | 283.9373 | 1          | Stabile |
| 2.  | Steffi Graf               | 252.1627 | 2          | Stabile |
| 3.  | Gabriela Sabatini         | 192.6851 | 3          | Stabile |
| 4.  | Arantxa Sánchez Vicario   | 177.4134 | 5          | 1       |
| 5.  | Martina Navrátilová       | 171.1923 | 4          | 1       |
| 6.  | Mary Joe Fernández        | 120.6983 | 8          | 2       |
| 7.  | Jennifer Capriati         | 98.0787  | 6          | 1       |
| 8.  | Conchita Martínez         | 96.8043  | 9          | 1       |
| 9.  | Manuela Maleeva-Fragnière | 81.4120  | 10         | 1       |
| 10. | Jana Novotná              | 78.1221  | 7          | 3       |

### Doppio
| #   | Giocatrice              | Punti    | Rank. 1991 | /  |
| 1.  | Helena Suková           | 379.1698 | 8          | 7  |
| 2.  | Natasha Zvereva         | 365.6969 | 3          | 1  |
| 3.  | Arantxa Sánchez Vicario | 361.0473 | 7          | 4  |
| 4.  | Jana Novotná            | 341.6629 | 1          | 3  |
| 5.  | Larisa Neiland          | 302.8403 | 2          | 3  |
| 6.  | Gigi Fernández          | 287.7661 | 4          | 2  |
| 7.  | Pam Shriver             | 237.5612 | 9          | 2  |
| 8.  | Conchita Martínez       | 234.1818 | 51         | 43 |
| 9.  | Martina Navrátilová     | 218.4310 | 6          | 3  |
| 10. | Zina Garrison           | 191.2420 | 12         | 2  |